# Hans Erik Madsen
Hans Erik Madsen er en dansk portrætfilm fra 1991 instrueret af John Bloch Hansen og Ole Højer Hansen.

## Handling
Et portræt af billedkunstneren Hans Erik Madsen, med fokusering på hans muligheder som vækstlagskunstner i Århus.